# Sputnik 9
Sputnik 9 byl 4. testem lodi Vostok, který se uskutečnil 9. března 1961. Byl zkonstruován pro let člověka do vesmíru. Loď byla vyslána s figurínou kosmonauta a psem Černuškou. Let byl úspěšný a po jednom obletu došlo k přistání.